# New Hope Group
New Hope Group Company Limited (新希望集团) — одна из крупнейших агропромышленных корпораций Китая и мира (по итогам 2021 года занимала 390-е место в рейтинге Fortune Global 500). Специализируется на мясном и молочном животноводстве, производстве комбикормов, молочных и мясных продуктов, морепродуктов, химических удобрений. Кроме того, New Hope Group является крупным акционером China Minsheng Banking Corporation и страховой компании Minsheng Life Insurance, занимается логистикой, недвижимостью и финансами. Штаб-квартира расположена в Чэнду.

## История
В 1982 году четверо братьев Лю основали в провинции Сычуань свою первую компанию, которая занималась разведением перепёлок и кур. С 1988 года основным бизнесом компании стало производство комбикормов. В 1992 братья Лю зарегистрировали компанию Hope Group. В 1993 году Лю Юнхао вошёл в состав Народного политического консультативного совета Китая и занял пост вице-президента Всекитайской федерации промышленности и коммерции. В 1994 году Hope Group заняла первое место среди 500 частных предприятий Китая и начала расширяться по всей стране.
В 1996 году Hope Group вошла в финансовый сектор, став акционером China Minsheng Bank. В 1997 году трое братьев Лю основали компанию New Hope Group, а их старший брат основал свою компанию East Hope Group. В том же 1997 году New Hope Group вошла в химическую промышленность, а в 1998 году — в сектор недвижимости. Кроме того, в 1998 году компания Sichuan New Hope Agribusiness вышла на Шэньчжэньскую фондовую биржу. В 1999 году New Hope Group вышла на зарубежные рынки, открыв свой первый завод во Вьетнаме. В 2001 году компания вошла в молочную отрасль, а состояние братьев Лю достигло 8 млрд юаней (1,17 млрд долларов США). В 2002 году New Hope Group вошла в Топ-500 предприятий Китая.
В 2005 году New Hope Group приобрела агропромышленную компанию Shandong Liuhe Group, а в 2006 году — крупного поставщика свинины Kinghey Group. В 2010 году компания основала New Hope Industrial Development Fund и стала крупнейшим производителем кормов для животных в Китае. В 2011 году New Hope Group совместно с Temasek Holdings, Archer Daniels Midland и Mitsui & Co. основала New Hope Global Industrial Investment Fund, а также завершила реструктуризацию активов компании New Hope Liuhe и основала компанию New Hope Finance. В 2013 году New Hope Group основала компании Minsheng E-Commerce (совместно с China Minsheng Bank) и Xinjiu Commercial Development (совместно с Mitsui & Co. и 7-Eleven China), а Лю Юнхао выступил соучредителем China Medical and Health Industry Strategic Alliance.
В 2014 году компания основала Asia Catering Union. В 2015 году продажи New Hope Group превысили 90 млрд юаней (более 13,8 млрд долларов США). В том же году New Hope Real Estate вышла на австралийский рынок недвижимости, а New Hope Dairy инвестировала в австралийские молочные фермы. В 2016 году New Hope Group приобрела свиноводческую компанию Benxiang Agriculture и сеть ресторанов Central Kitchen, а также установила стратегическое партнёрство с Jiujiuya Group.

## Продукция
New Hope Group производит комбикорма, пищевые добавки для животных, курятину, утятину, яйца, свинину, говядину, баранину, мясо креветок, готовые мясные продукты (в том числе колбасы, сосиски, котлеты, шашлыки), соусы, питьевое и сухое молоко, йогурт, молочные витаминизированные напитки, детское питание, сыры. По состоянию на 2021 год New Hope Group являлась вторым по величине в мире производителем комбикормов и крупнейшим в Китае производителем мяса птицы.
Основные бренды:
- Kinghey (охлаждённая свинина)
- Benxiang Pork (охлаждённая свинина)
- Beiyouzi (охлаждённое мясо птицы)
- Meihao (приготовленная свинина)
- Liuhe Delicacy (приготовленное мясо птицы)
- 24 Hours (свежее питьевое молоко)
- Qiandaohu Dairy Farm (свежее питьевое молоко)
- Qing’ai (питьевой йогурт)
- Alps Yoghurt (питьевой йогурт)
- City Memory (йогурт)
- Horun (молочный напиток с пробиотиками)
- Tour of Taste (сыр с ягодами и орехами)
- Sichuan Huaxi (молочные продукты)
- Yangping Milk (молочные продукты)
- Kunming Xuelan Milk (молочные продукты)
- Yunnan Diequan Milk (молочные продукты)
- Qingdao Qinpai Milk (молочные продукты)
- Hangzhou Shuangfeng Milk (молочные продукты)
- Anhui Baidi Milk (молочные продукты)
- Hebei Tianxiang Milk (молочные продукты)

## Дочерние компании

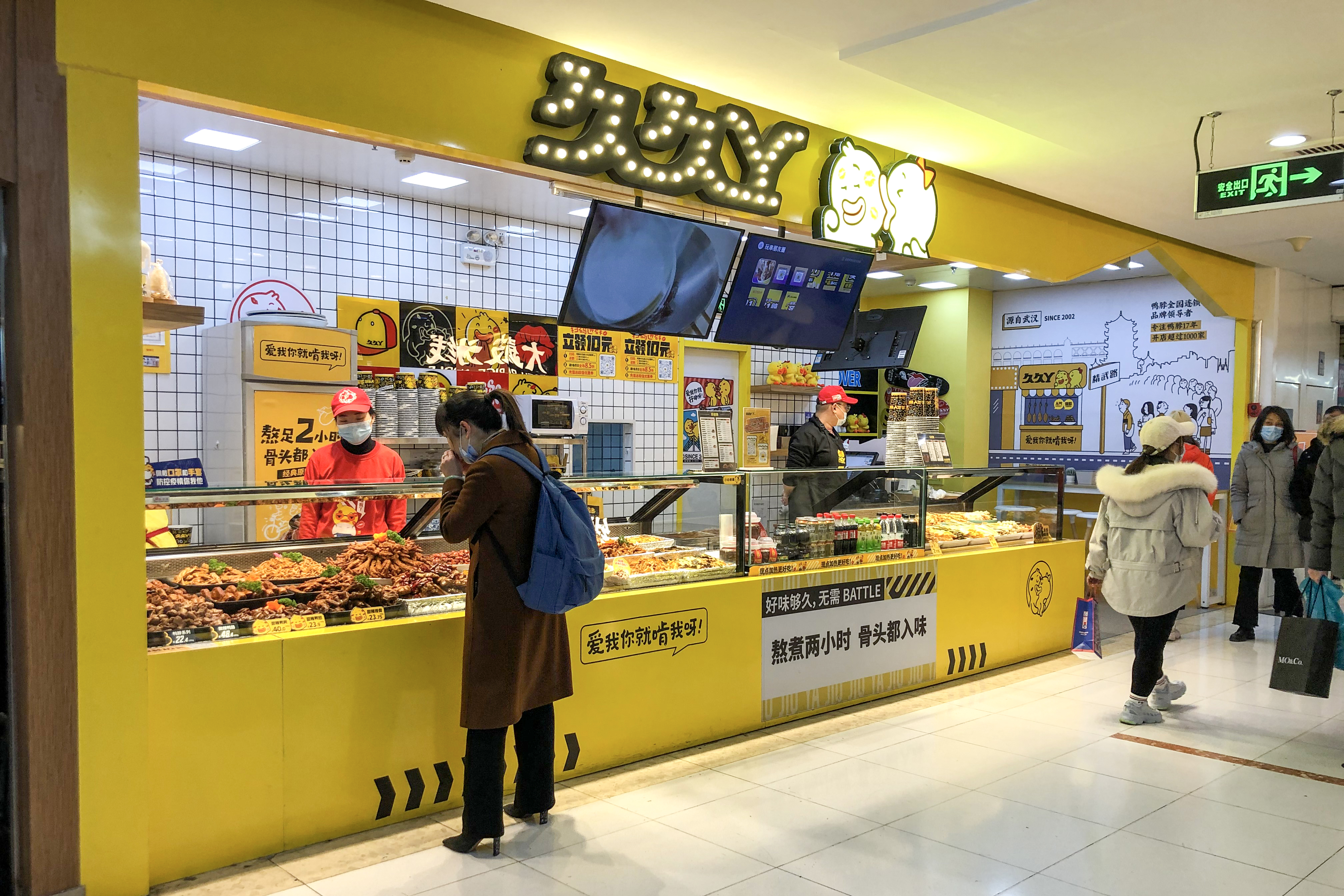
Мясной магазин Jiujiuya

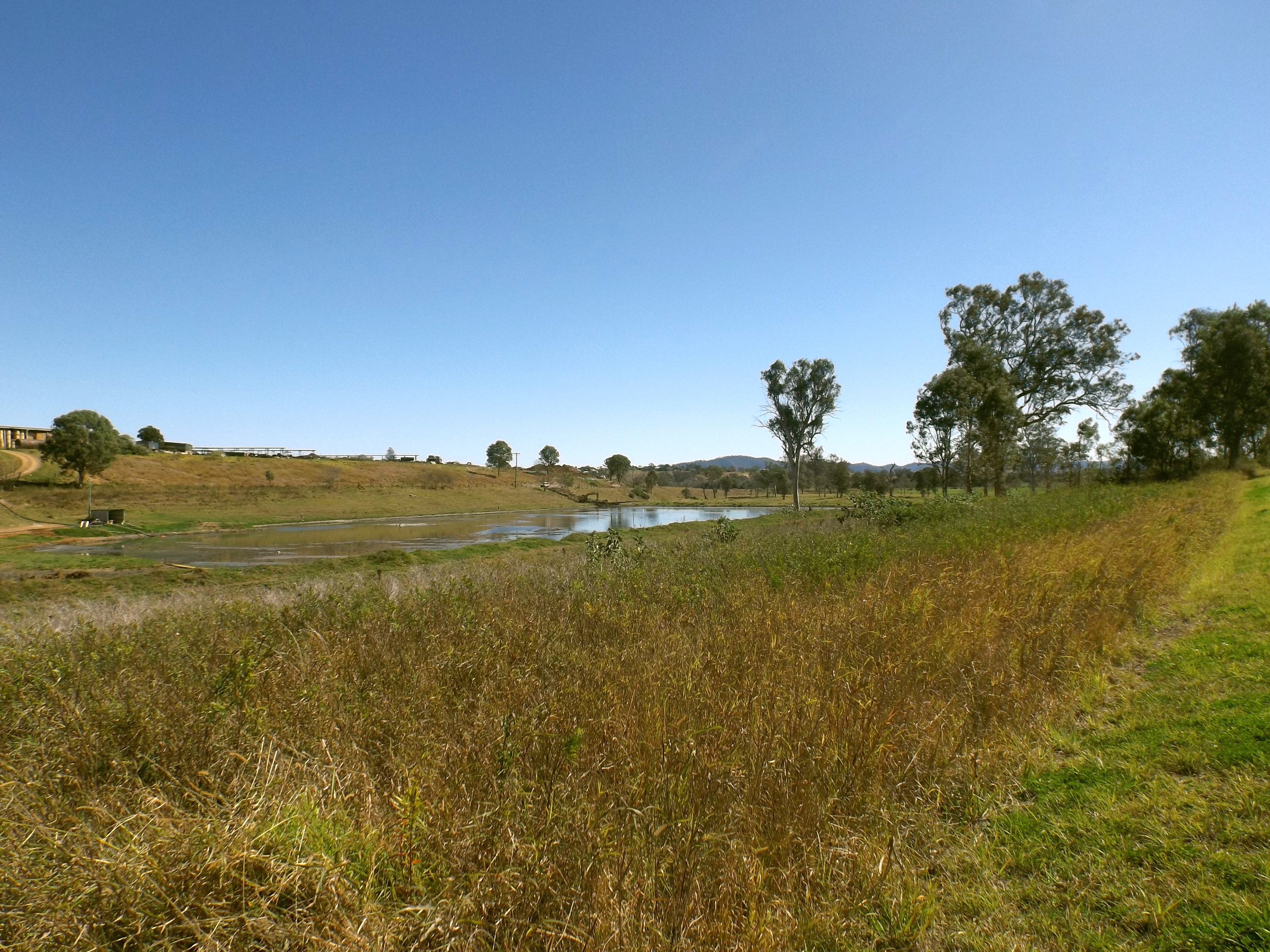
Угодья Kilcoy Pastoral Company в Квинсленде

- New Hope Liuhe — производство кормов для животных, мясное животноводство, птицеводство (куры и утки), производство яиц и мясных продуктов, сети мясных магазинов Rose Kitchen и Jiujiuya, кредитование и обеспечение всем необходимым фермерских хозяйств[9][10][11][12].
- New Hope Dairy Holdings — молочное животноводство и производство молочных продуктов[13].
  - Yunnan New Hope Dengchuan Diequan Dairy
- New Hope Real Estate — оператор недвижимости (жилые, торговые, офисные и логистические комплексы, промышленные парки, отели, виллы и апартаменты)[14].
- New Hope Chemical Industry and Resources — химические удобрения, угольная химия, упаковочные материалы и сырьё для моющих средств[15].
  - New Hope Chemical Investment
  - Chengdu Huarong Chemical
  - Sichuan Xinxing Chemical
  - Yunnan Xinlong Mineral Animal Feed
  - Yunnan Xinxiang Chemical
  - Guizhou Centennial Huading Energy Investment
  - Tianjin New Hope Packaging Materials
  - Hebei Baoshuo
  - Gansu Xinchuan Fertilizers
  - Guansu Xinchuan Chemical
  - Shanghai Xinzengding Capital Management
- New Hope Finance — финансовые услуги и инвестиции[2].
- New Hope Huinong (Tianjin) Technology — интернет-платформа финансовых услуг для сельского хозяйства.
- New Hope (Tianjin) Factoring — финансовые услуги фермерам и мелким предпринимателям.
- The Inclusive Rural Finance — финансовые услуги фермерам.
- New Hope Asset Management — управление активами и инвестиции.
- Beijing Hosen Investment Management — управление фондами и инвестиции[16].
- Overseas Agricultural Development Fund — инвестиции в агробизнес округа Чжоушань.
- Sichuan Tourism Fund — инвестиции в туризм провинции Сычуань.
- Sichuanese Returnee Startup Fund — инвестиции в стартапы провинции Сычуань.
- China-Australia Modern Industry Park — промышленный парк и зона свободной торговли на острове Цзиньтан (Чжоушань).
- Minsheng E-commerce — управление платформами электронной коммерции Minsheng Yidai, Minsheng Yimao и Minsheng Mall[17].
- HEcom Technology — управление мобильным маркетингом и облачные услуги.
- Beijing Weiying Technology — мобильная платформа по продаже билетов Weipiaoer.
- in — приложение для работы с изображениями в социальных сетях.

### Зарубежные активы
Основные зарубежные активы New Hope Group расположены в Австралии, Новой Зеландии, США, Индонезии, Сингапуре, Вьетнаме, Камбодже, Бангладеш, Египте, на Филиппинах и Шри-Ланке.
- Australian Fresh Milk Holdings (Австралия) — молочное животноводство.
- Kilcoy Pastoral Company (Австралия) — переработка и экспорт говядины.
- Lansing Trade Group (США) — торговля кормами, зерном и топливом.
- Ruprecht Company (США) — упакованные мясные продукты.

## Акционеры и руководство
Контрольный пакет акций New Hope Group принадлежит бизнесмену Лю Юнхао, который входит в число самых богатых миллиардеров Китая. Его дочь Лю Чан с 2013 года занимает пост председателя правления дочерней компании New Hope Liuhe. Старший брат Лю Юнхао, Лю Юнсин, возглавляет East Hope Group (агробизнес, химическая и металлургическая промышленность, недвижимость) и также является миллиардером.